# 波罗的海舰队中央委员会
波罗的海舰队中央委员会（俄语：Центральный комитет Балтийского флота）是俄罗斯波罗的海舰队协调水兵委员会的委员会，成立于俄国二月革命后的1917年5月11日至13日，首任主席为帕维尔·德边科。同年12月，舰队司令及参谋办公室被废除，波罗的海舰队中央委员会获得全权指挥舰队。1918年2月13日，该委员会被废除，波罗的海舰队委员会取而代之。